# Veronica callitrichoides
Veronica callitrichoides är en grobladsväxtart som beskrevs av Komarov. Veronica callitrichoides ingår i släktet veronikor, och familjen grobladsväxter. Inga underarter finns listade i Catalogue of Life.